# Химна Кине
Марш добровољаца (кин: 义勇军进行曲; пин: Yìyǒngjūn Jìnxíngqǔ) је химна Народне републике Кине, написана у току Другог кинеско-јапанског рата (1937—1945). Аутор је цењени песник и драматург тог времена Тјен Хан (кин: 田汉), а музику је компоновао Ње Ер (кин: 聂耳).

## Порекло химне
Марш добровољаца је Тјен Хан написао 1934. за позоришни комад који је писао у то време. Популарна верзија, пак, каже да ју је написао на папиру за цигарете након што је ухапшен у Шангају и бачен у затвор Куоминтанга 1935. године. Песма је, са мањим изменама, постала музичка тема патриотског филма Синови и кћери у време олује (кин: 风云儿女, 1935), са причом о интелектуалцу који одлази да се бори у Другом кинеском-јапанском рату. Ово је била једна од песама које су се тајно шириле међу становништвом као део антијапанског отпора.
Први пут је изведена као национална химна на међународној конференцији одржаној фебруара 1949. у Прагу. У то време је Пекинг већ био у рукама кинеских комуниста. Било је неких неслагања око стиха Кинеска нација се суочава са својим највећим искушењем. Историчар Гуо Можуо је стих променио у Кинеска нација је дошла до тренутка своје еманципације (кин: 中国民族到了大翻身的时候).
Јуна 1949. године, Комунистичка партија Кине је расписала конкурс за националну химну. До краја августа је пристигло 6926 предлога. Марш добровољаца је предложио сликар Сју Бејхунг и скоро једногласно је изабрана. Било је, додуше, спорења око трећег стиха. На ово је Џоу Енлај дао завршну реч: „Још увек имамо империјалистичке непријатеље пред нама. Што више идемо напред, више ће нас империјалисти мрзети, покушавати да нас поткопају, да нас нападну. Можете ли рећи да нећемо бити у опасности?” Његово виђење је подржао и Мао Цедунг и 27. септембра 1949, песма је постала национална химна, више од месец дана пре оснивања Народне Републике Кине.

## Културна револуција и каснија историја
Током Културне револуције, Тјен Хан је уклоњен са власти и као последица је био период у којем је незванична химна била Исток је црвен.
Марш добровољаца је враћен на Свекинеском народном конгресу 1978, али са другачијим стиховима, који никада нису постали популарни. Конгрес је 4. децембра 1982. вратио оригиналну верзију Тјен Хана из 1935. Уочљиво је да садашњи стихови не спомињу ни Комунистичку партију Кине ни Мао Цедунга, а може се рећи и да је промена стихова симболички означила пад Хуа Гуофенга и крај култа личности Маоа, као и уздизање Денг Сјаопинга.
Иако је била врло популарна међу кинеским националистима током Кинеско-јапанског рата, песма је била забрањена на Тајвану све до 1990-их.
Химна је написана на говорном кинеском, док је химна Републике Кине, Три народна принципа, написана на класичном кинеском језику.

## Стихови (оригинални)
Следећи стихови су оригинални стихови песме Тјен Хана који се данас користе.

### Кинески
起来! 不愿做奴隶的人们!

把我们的血肉，筑成我们新的长城! 

中华民族到了最危险的时候，

每个人被迫着发出最后的吼声。

起来! 起来! 起来! 

我们万众一心，

冒着敌人的炮火，前进! 

冒着敌人的炮火，前进! 

前进! 前进! 进!

### Пинјин
-{Qǐlái! Búyuàn zuò núlì de rénmen!

Bǎ wǒmen de xuèròu zhùchéng wǒmen xīnde chángchéng!

Zhōnghuá Mínzú dàoliăo zùi wēixiǎnde shíhòu,

Měige rén bèipòzhe fāchū zùihòude hǒushēng.

Qǐlái! Qǐlái! Qǐlái!

Wǒmen wànzhòngyīxīn,

Màozhe dírén de pàohuǒ, Qiánjìn!

Màozhe dírén de pàohuǒ, Qiánjìn!

Qiánjìn! Qiánjìn! Jìn!}-

### Превод
Устаните, ви који одбијате да будете робови! 

Усмеримо наше тело и крв ка новом Великом Зиду! 

Кинеска нација се суочава са својим највећим искушењем, 

Из сваког тлачења ће се издићи наш коначни крик

Устајте! Устајте! Устајте! 

Нас је много, али нам срца куцају као једно! 

Храбро изазивајући непријатељске пуцње, марширајмо напред! 

Храбро изазивајући непријатељске пуцње, марширајмо напред! 

Марширајмо напред! Марширајмо напред! Напред!

## Стихови из периода1978–1982.
前进！各民族英雄的人民！

伟大的共产党领导我们继续长征。

万众一心奔向共产主义明天，

建设祖国保卫祖国英勇的斗争。

前进！前进！前进！

我们千秋万代

高举毛泽东旗帜，前进！

高举毛泽东旗帜，前进！

前进！ 前进！ 进！
-{Qiánjìn! Gè mínzǔ yīngxióngde rénmín,

Wěidàde gòngchǎndǎng lǐngdǎo wǒmen jìxù chángzhēng.

Wànzhòng yīxīn bēn xiàng gòngchǎnzhǔyì míngtiān,

Jiànshè zǔgúo bǎowèi zǔgúo yīngyǒngde dòuzhēng.

Qiánjìn! Qiánjìn! Qiánjìn!

Wǒmen qiānqīu-wàndài

Gāojǔ Máo Zédōng qízhì, qiánjìn!

Gāojǔ Máo Zédōng qízhì, qiánjìn!

Qiánjìn! Qiánjìn! Jìn!}-
Марширајмо напред! Људи свих херојских нација, 

Наставимо Велики Марш под вођством велике Партије, 

Милиони са само једним срцем ка комунистичкој сутрашњици, 

Развијајмо и штитимо нашу земљу, боримо се храбро. 

Марширајмо напред! Марширајмо напред! Маршијамо напред! 

Ми ћемо генерацијама

Високо подизати заставу Мао Цедунга, марширајмо напред! 

Високо подизати заставу Мао Цедунга, марширајмо напред! 

Марширајмо напред! Марширајмо напред! Напред!